# Ophiostoma brunneum
Ophiostoma brunneum är en svampart som först beskrevs av R.W. Davidson, och fick sitt nu gällande namn av Georg Hausner & J. Reid 2003. Ophiostoma brunneum ingår i släktet Ophiostoma och familjen Ophiostomataceae.   Inga underarter finns listade i Catalogue of Life.